# Campeonato Descentralizado 2005
El Campeonato Descentralizado de Fútbol Profesional del Perú se llevó a cabo entre los meses de marzo y diciembre de 2005 y participaron 13 equipos. Cienciano se coronó campeón del Apertura, mientras que Sporting Cristal hizo lo propio en el Clausura. Ambos equipo se enfrentaron a fin de año para definir al campeón nacional, resultando ganador el equipo celeste, que de esta manera sumó su décimo quinto título. Descendieron de categoría los dos equipos con peor promedio: Universidad César Vallejo y Atlético Universidad.

## Ascensos y descensos
Hubo 2 Descensos en la Temporada 2004 y 1 Ascenso (1 Campeón de Copa Perú) en esta Temporada.
Por lo que se Disminuyen de 14 a 13 equipos para este 2005.
| Posición    | Descendidos a la Copa Perú 2005 y 2008 |
| ----------- | --- |
| 13° 1D 2004 | Deportivo Wanka (Copa Perú 2005)(D) |
| 14° 1D 2004 | Grau-Estudiantes (Volvió a ser Estudiantes de Medicina, por la crisis económica perdió los últimos 4 partidos de 1D 2004 por WO, motivo por la FPF le suspendió por 3 años (2005-2007) de jugar en ninguna liga, es decir hasta la Copa Perú 2008) (D) |

| Posición         | Ascendidos de la Copa Perú 2004              |
| ---------------- | -------------------------------------------- |
| 1º Final CP 2004 | Sport Áncash (Copa Perú 2004 Final) Asciende |

## Torneo Apertura
Cienciano se coronó campeón de dicho torneo el 24 de julio de 2005 cuando derrota 2-0 a Universitario a falta de dos fechas para el término de dicho torneo.
| Pos. | Equipo               | Pts. | PJ | PG | PE | PP | GF | GC | DG  |
| ---- | -------------------- | ---- | -- | -- | -- | -- | -- | -- | --- |
| 1    | Cienciano            | 51   | 24 | 16 | 3  | 5  | 37 | 21 | +16 |
| 2    | Universitario        | 48   | 24 | 13 | 9  | 2  | 40 | 20 | +20 |
| 3    | Alianza Lima         | 38   | 24 | 9  | 11 | 4  | 43 | 25 | +18 |
| 4    | Sporting Cristal     | 36   | 24 | 9  | 9  | 6  | 34 | 28 | +6  |
| 5    | Coronel Bolognesi    | 35   | 24 | 8  | 11 | 5  | 25 | 20 | +5  |
| 6    | Sport Áncash         | 34   | 24 | 10 | 4  | 10 | 28 | 33 | -5  |
| 7    | U. San Martín        | 31   | 24 | 8  | 7  | 9  | 28 | 26 | +2  |
| 8    | Sport Boys           | 31   | 24 | 8  | 7  | 9  | 31 | 34 | -3  |
| 9    | FBC Melgar           | 27   | 24 | 7  | 6  | 11 | 32 | 42 | -10 |
| 10   | Atlético Universidad | 23   | 24 | 5  | 8  | 11 | 26 | 40 | -14 |
| 11   | U. César Vallejo     | 22   | 24 | 4  | 10 | 10 | 27 | 36 | -9  |
| 12   | Unión Huaral         | 21   | 24 | 4  | 9  | 11 | 24 | 32 | -8  |
| 13   | Alianza Atlético     | 19   | 24 | 3  | 10 | 11 | 29 | 47 | -18 |

|  |                                          |
|  | Clasificado a la Copa Libertadores 2006. |

### Resultados
| Local \ Visitante         | AAS | ALI | AUN | CIE | BOL | MEL | ÁNC | SBA | CRI | HUA | UCV | USM | UNI |
| ------------------------- | --- | --- | --- | --- | --- | --- | --- | --- | --- | --- | --- | --- | --- |
| Alianza Atlético          |     | 0–2 | 5–1 | 1–1 | 0–1 | 1–1 | 1–1 | 0–3 | 1–3 | 1–1 | 2–2 | 0–2 | 0–1 |
| Alianza Lima              | 5–0 |     | 1–1 | 6–2 | 0–0 | 0–1 | 4–0 | 2–1 | 2–0 | 0–0 | 3–1 | 1–1 | 0–0 |
| Atlético Universidad      | 1–0 | 0–1 |     | 1–1 | 1–0 | 0–0 | 1–0 | 2–2 | 1–2 | 0–0 | 2–2 | 1–0 | 1–1 |
| Cienciano                 | 4–1 | 3–1 | 4–3 |     | 2–1 | 1–0 | 1–0 | 3–0 | 2–0 | 1–0 | 3–0 | 1–0 | 2–0 |
| Coronel Bolognesi         | 0–0 | 2–2 | 2–1 | 0–0 |     | 3–1 | 2–1 | 1–1 | 0–0 | 0–2 | 1–1 | 2–0 | 0–0 |
| Melgar                    | 2–3 | 2–6 | 1–1 | 0–1 | 2–0 |     | 3–2 | 2–1 | 1–1 | 2–2 | 3–2 | 3–0 | 0–2 |
| Sport Áncash              | 3–2 | 4–1 | 2–1 | 2–1 | 2–1 | 3–2 |     | 1–0 | 0–1 | 2–1 | 1–0 | 2–1 | 0–0 |
| Sport Boys                | 2–2 | 1–0 | 1–0 | 1–0 | 0–2 | 2–1 | 4–0 |     | 1–1 | 2–1 | 2–1 | 1–1 | 1–1 |
| Sporting Cristal          | 1–1 | 1–1 | 2–0 | 1–2 | 1–2 | 3–3 | 2–0 | 4–1 |     | 3–2 | 1–1 | 1–1 | 2–2 |
| Unión Huaral              | 2–3 | 1–1 | 2–3 | 0–1 | 1–1 | 0–1 | 0–0 | 1–0 | 1–2 |     | 2–2 | 1–2 | 1–1 |
| Universidad César Vallejo | 3–3 | 1–1 | 3–2 | 0–1 | 0–2 | 2–0 | 1–1 | 1–1 | 1–0 | 3–0 |     | 0–0 | 0–2 |
| Universidad San Martín    | 0–0 | 1–1 | 5–0 | 2–0 | 1–1 | 2–1 | 1–0 | 3–2 | 1–2 | 0–1 | 2–0 |     | 1–3 |
| Universitario             | 5–2 | 2–2 | 3–2 | 1–0 | 1–1 | 4–0 | 2–1 | 4–1 | 1–0 | 1–2 | 1–0 | 2–1 |     |

## Torneo Clausura
Sporting Cristal se coronó campeón de dicho torneo el 11 de diciembre de 2005 cuando derrota 2-1 a Coronel Bolognesi en Tacna  a falta de dos fechas para el término de dicho torneo.
| Pos. | Equipo               | Pts. | PJ | PG | PE | PP | GF | GC | DG  |
| ---- | -------------------- | ---- | -- | -- | -- | -- | -- | -- | --- |
| 1    | Sporting Cristal     | 52   | 24 | 15 | 7  | 2  | 37 | 13 | +24 |
| 2    | U. San Martín        | 48   | 24 | 14 | 6  | 4  | 40 | 20 | +20 |
| 3    | Coronel Bolognesi    | 44   | 24 | 14 | 2  | 8  | 38 | 32 | +6  |
| 4    | Universitario        | 40   | 24 | 11 | 7  | 6  | 31 | 20 | +11 |
| 5    | Cienciano            | 33   | 24 | 9  | 6  | 9  | 33 | 30 | +3  |
| 6    | Sport Áncash         | 32   | 24 | 9  | 5  | 10 | 27 | 32 | -5  |
| 7    | FBC Melgar           | 32   | 24 | 9  | 5  | 10 | 26 | 37 | -11 |
| 8    | Atlético Universidad | 31   | 24 | 9  | 4  | 11 | 35 | 39 | -4  |
| 9    | Alianza Atlético     | 30   | 24 | 9  | 3  | 12 | 29 | 39 | -10 |
| 10   | Sport Boys           | 28   | 24 | 7  | 7  | 10 | 23 | 30 | -7  |
| 11   | Alianza Lima         | 26   | 24 | 7  | 5  | 12 | 26 | 23 | +3  |
| 12   | U. César Vallejo     | 22   | 24 | 5  | 7  | 12 | 31 | 39 | -8  |
| 13   | Unión Huaral         | 16   | 24 | 4  | 4  | 16 | 16 | 38 | -22 |

|  |                                          |
|  | Clasificado a la Copa Libertadores 2006. |

### Resultados
| Local \ Visitante         | AAS | ALI | AUN | CIE | BOL | MEL | ÁNC | SBA | CRI | HUA | UCV | USM | UNI |
| ------------------------- | --- | --- | --- | --- | --- | --- | --- | --- | --- | --- | --- | --- | --- |
| Alianza Atlético          |     | 2–1 | 3–1 | 1–0 | 1–2 | 1–0 | 2–2 | 4–3 | 0–0 | 1–0 | 4–2 | 1–4 | 0–1 |
| Alianza Lima              | 4–1 |     | 3–3 | 2–0 | 1–2 | 1–0 | 3–0 | 2–0 | 0–0 | 0–1 | 0–1 | 0–0 | 0–0 |
| Atlético Universidad      | 2–1 | 1–0 |     | 0–0 | 2–3 | 0–3 | 2–0 | 2–0 | 1–2 | 2–0 | 3–3 | 3–1 | 3–1 |
| Cienciano                 | 3–1 | 2–1 | 3–1 |     | 0–1 | 4–0 | 1–2 | 5–1 | 3–0 | 2–1 | 3–2 | 2–2 | 1–1 |
| Coronel Bolognesi         | 2–0 | 3–2 | 1–2 | 2–1 |     | 3–0 | 1–3 | 2–2 | 1–2 | 2–2 | 2–1 | 1–2 | 0–2 |
| Melgar                    | 2–0 | 2–0 | 1–0 | 3–0 | 0–1 |     | 0–0 | 1–0 | 0–2 | 3–1 | 2–1 | 0–2 | 1–1 |
| Sport Áncash              | 1–0 | 1–0 | 3–2 | 0–1 | 3–1 | 2–2 |     | 2–0 | 0–0 | 2–0 | 1–0 | 0–1 | 1–2 |
| Sport Boys                | 0–0 | 1–0 | 2–2 | 1–1 | 1–0 | 4–1 | 2–0 |     | 0–1 | 1–0 | 3–2 | 0–2 | 0–0 |
| Sporting Cristal          | 5–1 | 0–0 | 2–0 | 1–0 | 2–0 | 4–0 | 3–1 | 0–0 |     | 2–0 | 1–1 | 2–2 | 2–1 |
| Unión Huaral              | 0–2 | 0–2 | 1–2 | 0–0 | 1–2 | 1–1 | 2–1 | 0–2 | 0–1 |     | 2–1 | 0–2 | 2–3 |
| Universidad César Vallejo | 2–3 | 1–0 | 3–0 | 1–1 | 1–2 | 1–2 | 2–2 | 0–0 | 1–4 | 0–1 |     | 2–1 | 1–0 |
| Universidad San Martín    | 1–0 | 0–3 | 2–1 | 2–0 | 0–2 | 7–1 | 4–0 | 1–0 | 1–0 | 1–1 | 0–0 |     | 1–0 |
| Universitario             | 1–0 | 2–1 | 1–0 | 4–0 | 1–2 | 1–1 | 1–0 | 2–0 | 0–1 | 3–0 | 2–2 | 1–1 |     |

## Tabla acumulada
| Pos. | Equipo               | Pts. | PJ | PG | PE | PP | GF | GC | DG  |
| ---- | -------------------- | ---- | -- | -- | -- | -- | -- | -- | --- |
| 1    | Universitario        | 88   | 48 | 24 | 16 | 8  | 71 | 40 | +31 |
| 2    | Sporting Cristal     | 88   | 48 | 24 | 16 | 8  | 71 | 41 | +30 |
| 3    | Cienciano            | 84   | 48 | 25 | 9  | 14 | 70 | 51 | +19 |
| 4    | U. San Martín        | 79   | 48 | 22 | 13 | 13 | 68 | 46 | +22 |
| 5    | Coronel Bolognesi    | 79   | 48 | 22 | 13 | 13 | 63 | 53 | +10 |
| 6    | Sport Áncash         | 66   | 48 | 19 | 9  | 20 | 55 | 65 | -10 |
| 7    | Alianza Lima         | 64   | 48 | 16 | 16 | 16 | 69 | 48 | +21 |
| 8    | Sport Boys           | 59   | 48 | 15 | 14 | 19 | 54 | 64 | -10 |
| 9    | FBC Melgar           | 59   | 48 | 16 | 11 | 21 | 58 | 79 | -21 |
| 10   | Atlético Universidad | 54   | 48 | 14 | 12 | 22 | 61 | 79 | -18 |
| 11   | Alianza Atlético     | 49   | 48 | 12 | 13 | 23 | 58 | 86 | -28 |
| 12   | U. César Vallejo     | 44   | 48 | 9  | 17 | 22 | 59 | 75 | -16 |
| 13   | Unión Huaral         | 37   | 48 | 8  | 13 | 27 | 40 | 70 | -30 |

|  |                                          |
|  | Clasificado a la Copa Libertadores 2006. |
|  | Clasificado a la Copa Sudamericana 2006. |

## Tabla del descenso
Al igual que la temporada anterior, la permanencia en la categoría se definió por el sistema de promedios (Ver Tabla Completa). Para esto, se utilizaron los datos de las 3 últimas temporadas. La división entre los puntos obtenidos y los partidos disputados dio como saldo un coeficiente, que viene a ser el promedio de puntos obtenidos por partido jugado en la Primera División. Los dos equipos con menor promedio perdieron la categoría.
| Pos. | Equipo               | PJ 2003-2005 | Puntos | Promedio (Ver Completo) |
| ---- | -------------------- | ------------ | ------ | ----------------------- |
| 1    | Sporting Cristal     | 137          | 259    | 1,89                    |
| 2    | Alianza Lima         | 137          | 243    | 1,77                    |
| 3    | Cienciano            | 136          | 234    | 1,72                    |
| 4    | Universitario        | 137          | 213    | 1,55                    |
| 5    | Alianza Atlético     | 137          | 199    | 1,45                    |
| 6    | Coronel Bolognesi    | 137          | 199    | 1,45                    |
| 7    | Sport Ancash         | 48           | 66     | 1,38                    |
| 8    | U. San Martín        | 100          | 136    | 1,36                    |
| 9    | Sport Boys           | 137          | 179    | 1,31                    |
| 10   | FBC Melgar           | 137          | 165    | 1,20                    |
| 11   | Unión Huaral         | 137          | 162    | 1,18                    |
| 12   | U. César Vallejo     | 100          | 107    | 1,07                    |
| 13   | Atlético Universidad | 136          | 144    | 1,06                    |

|  |                                        |
|  | Descendido a la Segunda División 2006. |

- El Atlético Universidad desciende a Segunda División 2006, pero vendió su categoría a Alfonso Ugarte de Puno y se retira del fútbol a inicios de 2006 hasta 2013 en que fue refundado y reinicia el fútbol en la Copa Perú 2013.

## Final Nacional
El miércoles 21 de diciembre de 2005 Sporting Cristal obtiene su décimo quinto título nacional bajo la dirección técnica de José del Solar tras derrotar al Club Cienciano del Cusco 1-0 con gol de Carlos Zegarra en partido jugado en Estadio Monumental de la UNSA de la ciudad de Arequipa ante 35 000 espectadores.
| 21 de diciembre de 2005, 20:30 | Cienciano | 0:1 (0:1) | Sporting Cristal   | Estadio Monumental de la UNSA, Arequipa                         |                                                                 |
|                                |           |           | Carlos Zegarra 45' | Asistencia: 35 000 espectadores Árbitro(s): Manuel Garay (Perú) | Asistencia: 35 000 espectadores Árbitro(s): Manuel Garay (Perú) |

### Play-off
| 1  | POR | Óscar Ibáñez        |  |
| 15 | DEF | Alessandro Morán    |  |
| 5  | DEF | Carlos Lugo         |  |
| 4  | DEF | Manuel Arboleda     |  |
| 13 | DEF | Giuliano Portilla   |  |
| 6  | MED | César Ccahuantico   |  |
| 8  | MED | Juan Carlos Bazalar |  |
| 25 | MED | Paolo de La Haza    |  |
| 10 | MED | Julio García        |  |
| 7  | DEL | Miguel Mostto       |  |
| 11 | DEL | Sergio Ibarra       |  |
| DT | DT  | Carlos Jurado       |  |

| 1  | POR | Erick Delgado     |  |
| 22 | DEF | Amilton Prado     |  |
| 2  | DEF | Alberto Rodríguez |  |
| 14 | DEF | Norberto Araujo   |  |
| 17 | DEF | Walter Vílchez    |  |
| 24 | MED | Rainer Torres     |  |
| 20 | MED | Carlos Zegarra    |  |
| 11 | MED | Henry Quinteros   |  |
| 27 | MED | Carlos Lobatón    |  |
| 8  | MED | David Soria       |  |
| 4  | DEL | Jorge Soto        |  |
| DT | DT  | José del Solar    |  |

| 18 | MED | Miguel Torres   |  |
| 20 | MED | Cristian Ortiz  |  |
| 9  | DEL | Ramón Rodríguez |  |

| 10 | MED | Willian Chiroque |  |
| 23 | MED | César Casas      |  |

|  | 45' | Carlos Zegarra |

|  | 6'  | Paolo de La Haza  |
|  | 23' | Miguel Mostto     |
|  | 45' | Manuel Arboleda   |
|  | 52' | Giuliano Portilla |
|  | 90' | Alessandro Morán  |

|  | 3'  | Rainer Torres  |
|  | 42' | Walter Vílchez |
|  | 61' | Amilton Prado  |
|  | 82' | Erick Delgado  |

| Árbitro | Manuel Garay |

| 1  | POR | Óscar Ibáñez        |  |
| 15 | DEF | Alessandro Morán    |  |
| 5  | DEF | Carlos Lugo         |  |
| 4  | DEF | Manuel Arboleda     |  |
| 13 | DEF | Giuliano Portilla   |  |
| 6  | MED | César Ccahuantico   |  |
| 8  | MED | Juan Carlos Bazalar |  |
| 25 | MED | Paolo de La Haza    |  |
| 10 | MED | Julio García        |  |
| 7  | DEL | Miguel Mostto       |  |
| 11 | DEL | Sergio Ibarra       |  |
| DT | DT  | Carlos Jurado       |  |

| 1  | POR | Erick Delgado     |  |
| 22 | DEF | Amilton Prado     |  |
| 2  | DEF | Alberto Rodríguez |  |
| 14 | DEF | Norberto Araujo   |  |
| 17 | DEF | Walter Vílchez    |  |
| 24 | MED | Rainer Torres     |  |
| 20 | MED | Carlos Zegarra    |  |
| 11 | MED | Henry Quinteros   |  |
| 27 | MED | Carlos Lobatón    |  |
| 8  | MED | David Soria       |  |
| 4  | DEL | Jorge Soto        |  |
| DT | DT  | José del Solar    |  |

| 18 | MED | Miguel Torres   |  |
| 20 | MED | Cristian Ortiz  |  |
| 9  | DEL | Ramón Rodríguez |  |

| 10 | MED | Willian Chiroque |  |
| 23 | MED | César Casas      |  |

|  | 45' | Carlos Zegarra |

|  | 6'  | Paolo de La Haza  |
|  | 23' | Miguel Mostto     |
|  | 45' | Manuel Arboleda   |
|  | 52' | Giuliano Portilla |
|  | 90' | Alessandro Morán  |

|  | 3'  | Rainer Torres  |
|  | 42' | Walter Vílchez |
|  | 61' | Amilton Prado  |
|  | 82' | Erick Delgado  |

| Árbitro | Manuel Garay |

|                              |
| Campeón Nacional             |
| Sporting Cristal 15.º título |

## Goleadores
| Jugador   | Jugador        | Goles | Equipo                 |
| --------- | -------------- | ----- | ---------------------- |
| Peruano   | Miguel Mostto  | 18    | Cienciano              |
| Argentino | Sergio Ibarra  | 17    | Cienciano              |
| Argentino | Roberto Demus  | 17    | Coronel Bolognesi      |
| Peruano   | Paul Cominges  | 16    | Atlético Universidad   |
| Peruano   | Hernán Rengifo | 15    | Universidad San Martín |